# Musikk er livet
Musikk er livet är titeln på en CD från 2004 2004 som blev inspelad av norska dansband et Fryd & Gammen. Albumet producerades av Morten Nyhus och gavs ut av Tylden & Co. Titelmelodin var med i Årets Dansebandmelodi 2004.

## Låtlista
1. "Angeline" (J.Thunqvist/K.Svenling/William Kristoffersen)
2. "Du skal få alt du behøver" (Patrik Ahlm/M.Johansson/W.Kristoffersen)
3. "Bussturen" (J.Thunqvist/K.Svenling/W.Kristoffersen)
4. "Musikk er livet" (Patrik Ahlm/Keith Almgren/William Kristoffersen)
5. "Foreldrekjærlighet" (P.Ahlm/M.Johansson/W.Kristoffersen)
6. "Du ble skapt for meg" (J.Thunqvist/K.Svenling/W.Kristoffersen)
7. "Haraballturne" (S.M.Haugerud/W.Kristoffersen)
8. "Tenk når det blir sommer" (S.E.Björge)
9. "Hva vil du nå?" (T.Holmstrand/L.Jansson/P.Dahl/W.Kristoffersen)
10. "Förskolelærerinne" (J.Thunqvist/E.Dannelid/W.Kristoffersen)
11. "Luft og Kjærlighet" (C.Lövgren/W.Kristoffersen)
12. "Gammel barnetro" (S.M.Haugerud/W.Kristoffersen)